# Pardosa izabella
Pardosa izabella là một loài nhện trong họ Lycosidae.
Loài này thuộc chi Pardosa. Pardosa izabella được Ralph Vary Chamberlin & Wilton Ivie miêu tả năm 1942.